# بیل کرافورد (بازیکن فوتبال)
بیل کرافورد (انگلیسی: Bill Crawford; ۸ مهٔ ۱۸۷۲ – ۱۹۵۵ (۸۲−۸۳ سال)) بازیکن فوتبال بود.
از باشگاه‌هایی که در آن بازی کرده‌است می‌توان به باشگاه فوتبال گریمزبی تاون اشاره کرد.